# Stanley Hartland

Stanley Hartland (1990)

Stanley Hartland (* 29. Oktober 1932; † 27. November 2014 in Hemel Hempstead) war ein britischer Chemieingenieur und Professor an der ETH Zürich.

## Leben
Stanley Hartland doktorierte im Jahr 1966 während seiner Zeit als Lecturer an der Universität Nottingham, bevor er im Jahr 1971 als ordentlicher Professor für Chemie-Ingenieurwesen an die ETH Zürich gewählt wurde. Stanley Hartland war während seiner fast 29 Dienstjahre als ETH-Professor verschiedentlich Vorsteher des Laboratoriums für Technische Chemie und trat 1999 in den Ruhestand. 

## Forschung
Stanley Hartland leistete fundamentale Beiträge bei der Untersuchung von Tropfen und Blasen sowie dem Verhalten von Einzeltropfen und Tropfenschwärmen in Bezug auf deren Oberflächencharakteristika. Seine umfassenden Arbeiten über Flüssig-Flüssig-Extraktion, eine wichtige Methode zur Isolation und Reinigung von löslichen Substanzen, haben internationale Aufmerksamkeit erlangt.
Neben seinen Forschungsinteressen widmete sich Stanley Hartland dem Kartenspiel Bridge und unternahm leidenschaftlich gerne Reisen.

## Auszeichnung
- 1974 Moulton Medal der Institution of Chemical Engineering London

## Publikationen (Auswahl)
- Stanley Hartland: The coalescence of liquid drops.  Stanley Hartland, Nottingham 1970.
- Stanley Hartland: Counter-current extraction. An introduction to the design and operation of counter-current extractors. Pergamon Press, Oxford 1970, ISBN 1-4831-6064-5.
- Stanley Hartland (ed.): Surface and interfacial tension. Measurement, theory, and applications. Marcel Dekker, New York 2004, ISBN 1-135-53740-2.